# Botswana Police XI SC
Botswana Police XI Sporting Club w skrócie Botswana Police XI SC – botswański klub piłkarski grający w pierwszej lidze botswańskiej, mający siedzibę w mieście Otse.

## Sukcesy
- I liga[1]:
  - mistrzostwo (1): 2006.

- Puchar Botswany[2]:
  - zwycięstwo (1):  1983.

## Występy w afrykańskich pucharach
| Sezon | Rozgrywki     | Runda   | Kraj                          | Klub              | Dom | Wyjazd | Dwumecz |
| ----- | ------------- | ------- | ----------------------------- | ----------------- | --- | ------ | ------- |
| 1999  | Puchar CAF    | 1       | Angola                        | Saneamento Rangol | 0–1 | 2–3    | 2–4     |
| 2006  | Liga Mistrzów | wstępna | Nigeria                       | Enugu Rangers     | 2–2 | 0–1    | 2–3     |
| 2007  | Liga Mistrzów | wstępna | Demokratyczna Republika Konga | TP Mazembe        | 2–4 | 0–3    | 2–7     |

## Stadion
Domowe mecze klub rozgrywa na stadionie o nazwie Otse Stadium w Otse, który może pomieścić 2500 widzów.

## Reprezentanci kraju grający w klubie od 2000 roku
Stan na kwiecień 2023.
| - Gilbert Baruti - Ditaola Ditaola - Bonolo Fraiser - Tapiwa Gadibolae - Keabetswe Jenasimo - Joseph Joseph - Mpho Kgomo - Duncan Kgopolelo - Patrick Lebekwe - Sylvester Leririma - Ndiapo Letsholathebe - Mpho Mabogo - Katlego Masole | - Anthony Matengu - Kagiso Mofaone Molapi - Chicco Molefe - Phenyo Molefe - Kekaetswe Moloi - Jackie Mothatego - Hendrick Moyo - Oliver Pikati - Oarabile Sekwai - Letlhogonolo Senwelo - Gaopatwe Seosenyeng - Bushi Moletsane - Steve Bakali |